# Guaranius
Guaranius é um género de escaravelho aquático da família Dryopidae', que inclui uma única espécie, Guaranius carlosi, descrita por Spangler em 1991 . O novo género e espécie foram propostos a partir de exemplares recolhidos no Paraguai por Carlos Aguilar Julio, um biólogo deste país  a que o nome científico (carlosi) faz referência.